# Condado de Yellow Medicine

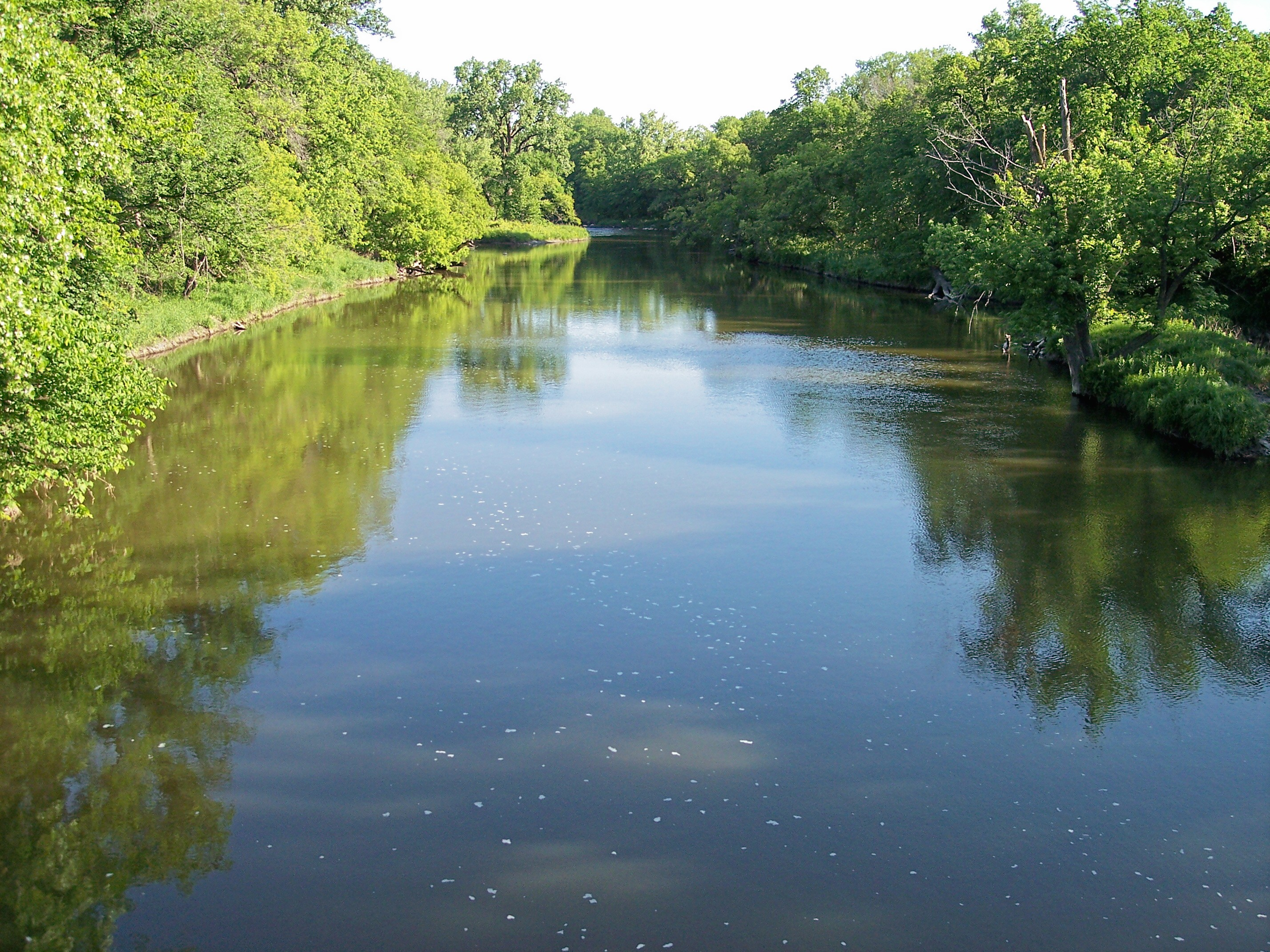
Río Yellow Medicine.

El condado de Yellow Medicine (en inglés: Yellow Medicine County), fundado en 1871 y con su nombre dado por el río Yellow Medicine, es un condado del estado estadounidense de Minnesota. En el año 2000 tenía una población de 11.080 habitantes con una densidad de población de 5,6 personas por km². La sede del condado es Granite Falls.

## Geografía
Según la oficina del censo el condado tiene una superficie total de 1977 km² (763,3 mi²), de los que 1963 km² (757,9 mi²) son tierra y 14 km² (5,4 mi²) (0,71%) son agua.

## Condados adyacentes
- Condado de Lac qui Parle - norte
- Condado de Chippewa - noreste
- Condado de Renville - este
- Condado de Redwood - sureste
- Condado de Lyon - sur
- Condado de Lincoln - suroeste
- Condado de Deuel - oeste

### Principales carreteras y autopistas
- U.S. Autopista 59
- U.S. Autopista 75
- U.S. Autopista 212
- Carretera estatal 23
- Carretera estatal 67
- Carretera estatal 68
- Carretera estatal 274

## Demografía
Según el censo del 2000 la renta per cápita media de los habitantes del condado era de 34.393 dólares y el ingreso medio de una familia era de 42.002 dólares. En el año 2000 los hombres tenían unos ingresos anuales 27.770 dólares frente a los 20.870 dólares que percibían las mujeres. El ingreso por habitante era de 17.120 dólares y alrededor de un 10,40% de la población estaba bajo el umbral de pobreza nacional.

## Ciudades y pueblos
- Canby
- Clarkfield
- Echo
- Granite Falls
- Hanley Falls
- Hazel Run
- Porter
- St. Leo
- Wood Lake

### Municipios
| - Municipio de Burton - Municipio de Echo - Municipio de Florida - Municipio de Fortier - Municipio de Friendship - Municipio de Hammer - Municipio de Hazel Run - Municipio de Lisbon - Municipio de Minnesota Falls - Municipio de Norman - Municipio de Normania | - Municipio de Omro - Municipio de Oshkosh - Municipio de Posen - Municipio de Sandnes - Municipio de Sioux Agency - Municipio de Stony Run - Municipio de Swede Prairie - Municipio de Tyro - Municipio de Wergeland - Municipio de Wood Lake |